# Liste der Eingemeindungen in die Städte Gießen und Wetzlar
Mit der Auflösung der im Zuge der Gebietsreform in Hessen entstandenen Stadt Lahn und der Wiedererrichtung der Städte Gießen und Wetzlar wurde die Reihe der Eingemeindungen in die Städte Gießen und Wetzlar abgeschlossen. Beide Städte gehören zum Land Hessen.
Die Maßnahmen im Zusammenhang mit der Gründung und der Auflösung der Stadt Lahn werden hier ebenfalls aufgeführt, wenn sie eine dieser beiden Städte betreffen.

## Eingemeindungen der Orte, die heute zur Stadt Gießen gehören
| Ehemalige Gemeinde | Ew. 1961 | Ew. 1970 | Datum                                         | Anmerkung                                                                 |
| ------------------ | -------- | -------- | --------------------------------------------- | ------------------------------------------------------------------------- |
| Allendorf/Lahn     | 1.227    | 1.497    | 1. Oktober 1971 1. Januar 1977 1. August 1979 | Eingemeindung nach Gießen Umgliederung nach Lahn Umgliederung nach Gießen |
| Gießen             | 68.889   | 78.524   | 1. Januar 1977 1. August 1979                 | Eingemeindung nach Lahn Wiedererrichtung                                  |
| Kleinlinden        | –        | –        | 1. April 1939 1. Januar 1977 1. August 1979   | Eingemeindung nach Gießen Umgliederung nach Lahn Umgliederung nach Gießen |
| Lützellinden       | 1.492    | 1.684    | 1. Januar 1977 1. August 1979                 | Eingemeindung nach Lahn Umgliederung nach Gießen                          |
| Rödgen             | 1.371    | 1.472    | 1. Oktober 1971 1. Januar 1977 1. August 1979 | Eingemeindung nach Gießen Umgliederung nach Lahn Umgliederung nach Gießen |
| Wieseck            | –        | –        | 1. April 1939 1. Januar 1977 1. August 1979   | Eingemeindung nach Gießen Umgliederung nach Lahn Umgliederung nach Gießen |

## Eingemeindungen der Orte, die heute zur Stadt Wetzlar gehören
| Ehemalige Gemeinde | Ew. 1961 | Ew. 1970 | Datum                                           | Anmerkung                                                                        |
| ------------------ | -------- | -------- | ----------------------------------------------- | -------------------------------------------------------------------------------- |
| Blasbach           | 720      | 827      | 31. Dezember 1971 1. Januar 1977 1. August 1979 | Eingemeindung nach Hermannstein Umgliederung nach Lahn Umgliederung nach Wetzlar |
| Dutenhofen         | 2.459    | 2.582    | 1. Januar 1977 1. August 1979                   | Eingemeindung nach Lahn Umgliederung nach Wetzlar                                |
| Garbenheim         | 1.972    | 2.054    | 1. Januar 1977 1. August 1979                   | Eingemeindung nach Lahn Umgliederung nach Wetzlar                                |
| Hermannstein       | 2.650    | 3.625    | 1. Januar 1977 1. August 1979                   | Eingemeindung nach Lahn Umgliederung nach Wetzlar                                |
| Münchholzhausen    | 1.527    | 1.715    | 1. Januar 1977 1. August 1979                   | Eingemeindung nach Lahn Umgliederung nach Wetzlar                                |
| Nauborn            | 2.290    | 2.786    | 1. Januar 1977 1. August 1979                   | Eingemeindung nach Lahn Umgliederung nach Wetzlar                                |
| Naunheim           | 3.303    | 3.628    | 1. Januar 1977 1. August 1979                   | Eingemeindung nach Lahn Umgliederung nach Wetzlar                                |
| Niedergirmes       | –        | –        | 1. April 1903 1. Januar 1977 1. August 1979     | Eingemeindung nach Wetzlar Umgliederung nach Lahn Umgliederung nach Wetzlar      |
| Steindorf          | 1.349    | 1.594    | 1. Januar 1977 1. August 1979                   | Eingemeindung nach Lahn Umgliederung nach Wetzlar                                |
| Wetzlar            | 38.808   | 38.317   | 1. Januar 1977 1. August 1979                   | Eingemeindung nach Lahn Wiedererrichtung                                         |